# Гарсия, Расиэль
Расиэ́ль Сами́р Ферна́ндо Гарси́я Паре́дес (исп. Raziel Samir Fernando García Paredes; род. 15 февраля 1994, Лима) — перуанский футболист, полузащитник клуба «Сьенсиано» и сборной Перу.

## Клубная карьера
Расиэль Гарсия является воспитанником клуба «Универсидад Сан-Мартин», к которому он присоединился в возрасте двенадцати лет. В 2010 году футболист получил продвижение в основную команду клуба. 29 мая 2011 года провёл свой первый матч на профессиональном уровне против «Спорт Виктории» (3:0) на Кубке инков 2011 года.
8 апреля 2012 года Гарсия дебютировал в чемпионате Перу в матче против клуба «Хосе Гальвес», матч закончился со счётом 1:1. 21 апреля забил свой первый гол в качестве профессионального футболиста, открыв счёт в матче против «Кобресоля». В июне 2015 года главный тренер Кристиан Диас решил вывести его из основной команды из-за недисциплинированности, узнав, что Расиэль играл в футбол без разрешения тренерского штаба. За 2015 и 2016 годы Гарсия выходил на поле всего 3 раза и по завершении сезона 2016 года покинул клуб.
В 2017 году футболист подписал контракт с клубом «Унион Уараль» из второго дивизиона. На тот момент он хотел завершить свою игровую карьеру и заняться бизнесом, связанным с пищевыми добавками, однако по итогам сезона провёл 25 матчей и забил 5 голов, став одним из лучших игроков сезона.
После хорошего сезона с «Унион Уараль» в феврале 2018 года Гарсия перешёл в «Универсидад Сесар Вальехо», тренером которого был Хосе дель Солар, ранее работавший с игроком в «Универсидаде Сан-Мартин». В составе нового клуба Расиэль стал чемпионом второго дивизиона Перу 2018 года, забив 4 гола в 27 играх. Кроме того, он был выбран лучшим игроком чемпионата по версии Профессиональной футбольной спортивной ассоциации (ADFP) и включён в символическую сборную по версии ADFP и Ассоциации профессиональных футболистов Перу (SAFAP).
Вернувшись в высший дивизион Перу, 24 марта 2019 года Гарсия впервые за 7 лет забил гол в матче против клуба «Унион Комерсио» (3:0). На протяжении всего турнира он был игроком стартового состава клуба, которому удалось сохранить место в элите и бороться за место в континентальных турнирах. В следующем сезоне появился на поле в 18 матчах, чаще выходя на замену. По окончании сезона Гарсия не сумел договориться с клубом о продлении контракта, в связи с чем 19 декабря 2020 года перешёл в «Сьенсиано». 7 января 2021 года футболист попал в ДТП, в котором погибли 2 человека, однако полиция обнаружила алкоголь в крови погибших и превышение скорости с их стороны, в результате чего он был отпущен на свободу.

## Карьера в сборной
В составе сборной Перу до 17 лет Гарсия принял участие в чемпионате Южной Америки до 17 лет в 2011 году. На этом турнире Расиэль забил гол в матче против Аргентины (2:4), однако сборная финишировала на четвёртом месте в группе А и не смогла выйти на следующий этап. После этого Гарсия вызывался в сборную Перу до 20 лет, и в 2013 году он был включён в заявку из 22 игроков на чемпионат Южной Америки среди молодёжных команд в Аргентине. Однако в матче финального этапа против Уругвая (3:1) ошибки молодого полузащитника привели к двум из трёх голов, забитых уругвайцами. В результате он подвергся острой критике и был вынужден закрыть свои аккаунты в социальных сетях, а сборная Перу по итогам финального этапа не сумела квалифицироваться на молодёжный чемпионат мира.
В августе 2020 года главный тренер сборной Перу Рикардо Гарека включил его в предварительный состав команды на октябрьские матчи отборочного турнира чемпионата мира 2022 года против сборных Бразилии и Парагвая. 10 июля 2021 года Гарсия был включён в итоговую заявку сборной на Кубок Америки. На этом турнире состоялся дебют Расиэля в составе основной сборной страны: 20 июня 2021 года он вышел на замену вместо Кристиана Куэвы на последних минутах матча группового этапа против Колумбии (2:1). В дальнейшем Гарсия выходил на поле в рамках Кубка Америки ещё трижды, в том числе в полуфинале против Бразилии (0:1) и матче за 3 место против Колумбии (2:3), в котором он отметился голевой передачей на Джанлуку Лападулу.

## Статистика

### Клубная
| Выступление               | Выступление      | Выступление      | Лига | Лига | Кубки | Кубки | Континент. | Континент. | Прочие | Прочие | Итого | Итого |
| Клуб                      | Лига             | Сезон            | Игры | Голы | Игры  | Голы  | Игры       | Голы       | Игры   | Голы   | Игры  | Голы  |
| ------------------------- | ---------------- | ---------------- | ---- | ---- | ----- | ----- | ---------- | ---------- | ------ | ------ | ----- | ----- |
| Универсидад Сан-Мартин    | Лига 1           | 2012             | 12   | 1    | —     | —     | 2          | 0          | —      | —      | 14    | 1     |
| Универсидад Сан-Мартин    | Лига 1           | 2013             | 6    | 0    | —     | —     | —          | —          | —      | —      | 6     | 0     |
| Универсидад Сан-Мартин    | Лига 1           | 2014             | 13   | 0    | 12    | 2     | —          | —          | —      | —      | 25    | 2     |
| Универсидад Сан-Мартин    | Лига 1           | 2015             | 1    | 0    | 1     | 0     | —          | —          | —      | —      | 2     | 0     |
| Универсидад Сан-Мартин    | Лига 1           | 2016             | 1    | 0    | —     | —     | —          | —          | —      | —      | 1     | 0     |
| Универсидад Сан-Мартин    | Итого            | Итого            | 33   | 1    | 13    | 2     | 2          | 0          | —      | —      | 48    | 3     |
| Унион Уараль              | Лига 2           | 2017             | 25   | 5    | —     | —     | —          | —          | —      | —      | 25    | 5     |
| Унион Уараль              | Итого            | Итого            | 25   | 5    | —     | —     | —          | —          | —      | —      | 25    | 5     |
| Универсидад Сесар Вальехо | Лига 2           | 2018             | 27   | 4    | —     | —     | —          | —          | —      | —      | 27    | 4     |
| Универсидад Сесар Вальехо | Лига 1           | 2019             | 32   | 3    | —     | —     | —          | —          | —      | —      | 32    | 3     |
| Универсидад Сесар Вальехо | Лига 1           | 2020             | 18   | 0    | —     | —     | —          | —          | —      | —      | 18    | 0     |
| Универсидад Сесар Вальехо | Итого            | Итого            | 77   | 7    | —     | —     | —          | —          | —      | —      | 77    | 7     |
| Сьенсиано                 | Лига 1           | 2021             | 8    | 0    | —     | —     | —          | —          | —      | —      | 8     | 0     |
| Сьенсиано                 | Итого            | Итого            | 8    | 0    | —     | —     | —          | —          | —      | —      | 8     | 0     |
| Всего за карьеру          | Всего за карьеру | Всего за карьеру | 143  | 13   | 13    | 2     | 2          | 0          | —      | —      | 158   | 15    |

### Матчи за сборную
| № | Дата         | Соперник  | Счёт | Турнир             |
| 1 | 20 июня 2021 | Колумбия  | 2:1  | Кубок Америки 2021 |
| 2 | 27 июня 2021 | Венесуэла | 1:0  | Кубок Америки 2021 |
| 3 | 5 июля 2021  | Бразилия  | 0:1  | Кубок Америки 2021 |
| 4 | 9 июля 2021  | Колумбия  | 2:3  | Кубок Америки 2021 |

Итого: 4 матча; 2 победы, 2 поражения.